# Stazione di Tsubame-Sanjō
La Stazione di Tsubame-Sanjō (燕三条駅?, Tsubame-Sanjō-eki) è una stazione ferroviaria della città di Sanjō, nella  prefettura di Niigata della regione del Koshinetsu utilizzata dai servizi Shinkansen e da alcune linee locali. La stazione è il principale punto di accesso all'importante santuario di Iyahiko

## Linee
East Japan Railway Company
■ Jōetsu Shinkansen
■ Linea Yahiko